# Better Than Hell
Better Than Hell GbR, auch Better Than Hell Records, ist ein deutsches Independent-Label mit Sitz in Rheinberg. Ursprünglich nur für die Veröffentlichungen der eigenen Band Betontod gegründet, sind seit 2012 auch andere Bands unter Vertrag. Der Vertrieb des Labels wird von der Edel SE übernommen.

## Diskografie
| Jahr | Titel Interpretation                             | Höchstplatzierung, Gesamtwochen, AuszeichnungChartplatzierungen (Jahr, Titel, Interpretation, Platzierungen, Wochen, Auszeichnungen, Anmerkungen) | Höchstplatzierung, Gesamtwochen, AuszeichnungChartplatzierungen (Jahr, Titel, Interpretation, Platzierungen, Wochen, Auszeichnungen, Anmerkungen) | Höchstplatzierung, Gesamtwochen, AuszeichnungChartplatzierungen (Jahr, Titel, Interpretation, Platzierungen, Wochen, Auszeichnungen, Anmerkungen) | Anmerkungen                              |
| Jahr | Titel Interpretation                             | DE | AT | CH | Anmerkungen                              |
| ---- | ------------------------------------------------ | --- | --- | --- | ---------------------------------------- |
| 2010 | GlaubeLiebeHoffnung Betontod                     | DE89 (1 Wo.)DE | — | — | Erstveröffentlichung: 19. Februar 2010   |
| 2011 | Antirockstars Betontod                           | DE28 (2 Wo.)DE | — | — | Erstveröffentlichung: 26. August 2011    |
| 2012 | Auf und davon Saitenfeuer                        | — | — | — | Erstveröffentlichung: 18. Mai 2012       |
| 2012 | Adrenalin Fahrlässig                             | — | — | — | Erstveröffentlichung: 1. Juni 2012       |
| 2012 | Keine Popsongs (EP) Betontod                     | — | — | — | Erstveröffentlichung: 24. Juni 2012      |
| 2012 | Entschuldigung für nichts (MCD) Betontod         | — | — | — | Erstveröffentlichung: 3. August 2012     |
| 2012 | Entschuldigung für nichts Betontod               | DE10 (3 Wo.)DE | — | — | Erstveröffentlichung: 31. August 2012    |
| 2012 | Fallen & Fliegen (MCD) Kärbholz                  | — | — | — | Erstveröffentlichung: 7. Dezember 2012   |
| 2013 | Rastlos Kärbholz                                 | DE16 (2 Wo.)DE | — | — | Erstveröffentlichung: 25. Januar 2013    |
| 2013 | Bittersweet Kitty in a Casket                    | — | — | — | Erstveröffentlichung: 10. Mai 2013       |
| 2013 | Kein Zurück Saitenfeuer                          | — | — | — | Erstveröffentlichung: 23. August 2013    |
| 2013 | Viva Punk – Mit Vollgas durch die Hölle Betontod | DE81 (1 Wo.)DE | — | — | Erstveröffentlichung: 11. Oktober 2013   |
| 2014 | Friss! Toxpack                                   | DE16 (1 Wo.)DE | — | — | Erstveröffentlichung: 12. September 2014 |